# Lijst van vlaggen van Canadese gemeenten
Dit artikel bevat een lijst van vlaggen van Canadese gemeenten. Vanwege het (potentieel) grote aantal, worden ze hier niet getoond. Dit lijst toont alleen vlaggen van plaatsen met meer dan 50.000 inwoners (stand 2016) en de hoofdsteden van de provincies en territoria.

## Alberta

Airdrie
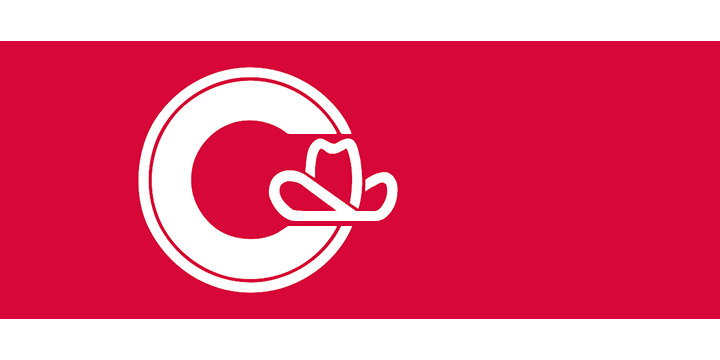
Calgary Vlag
Edmonton Vlag
Grande Prairie
Lethbridge
Medicine Hat
Red Deer
St. Albert
Strathcona County
Wood Buffalo

## Brits-Columbia

Abbotsford
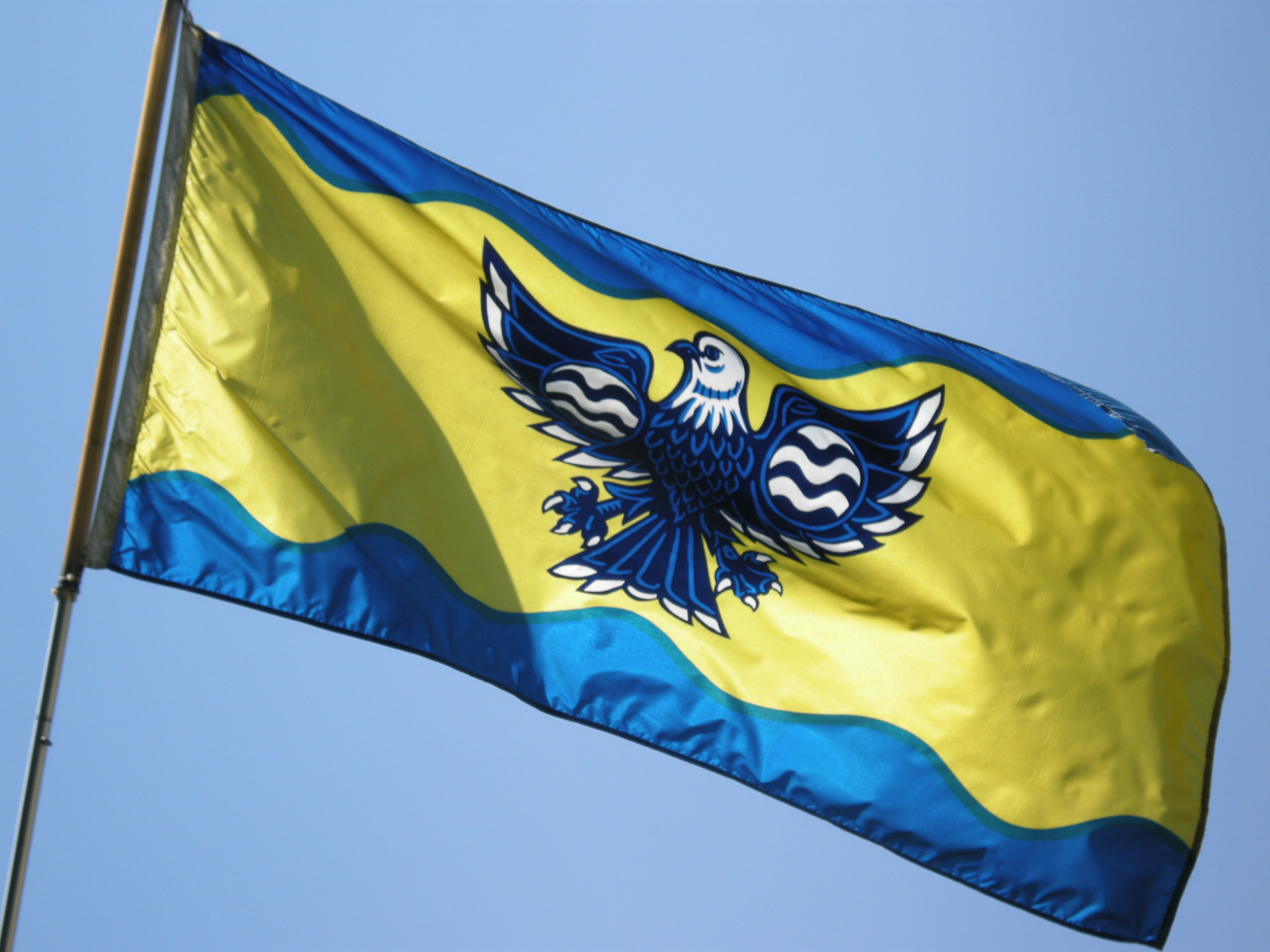
Burnaby
Chilliwack
Coquitlam
Delta
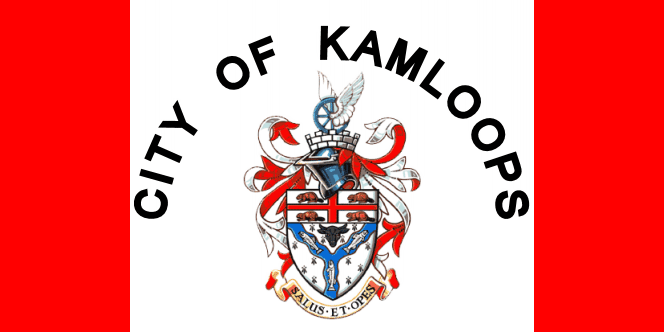
Kamloops
Kelowna
Langley
Maple Ridge
Nanaimo
New Westminster
North Vancouver
North Vancouver
Port Coquitlam
Prince George
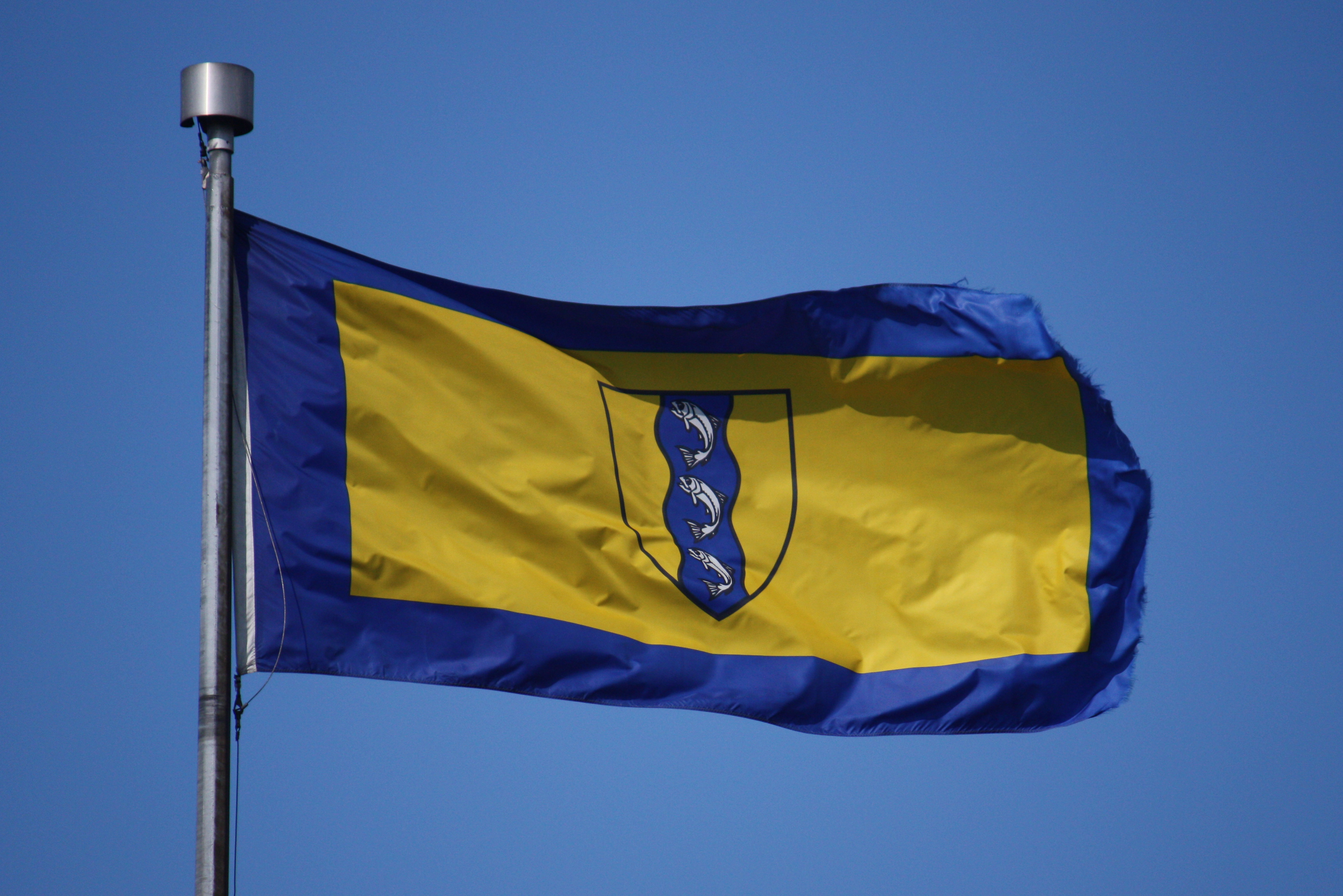
Richmond
Saanich
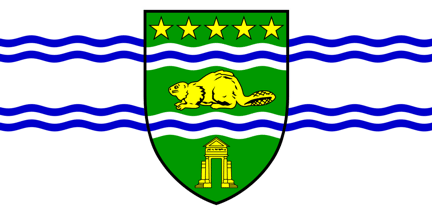
Surrey
Vancouver Vlag
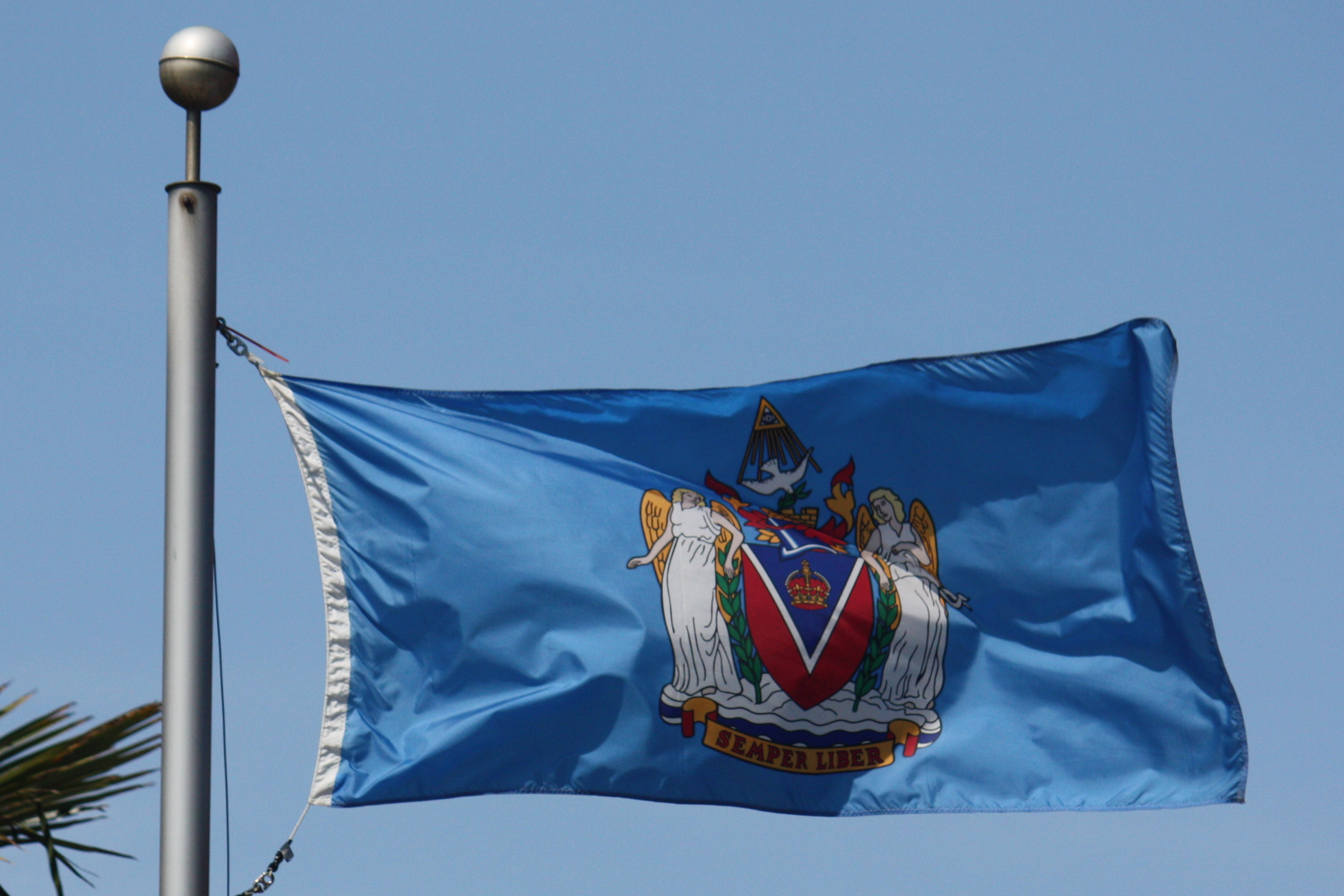
Victoria Vlag

## Manitoba

Winnipeg Vlag

## New Brunswick

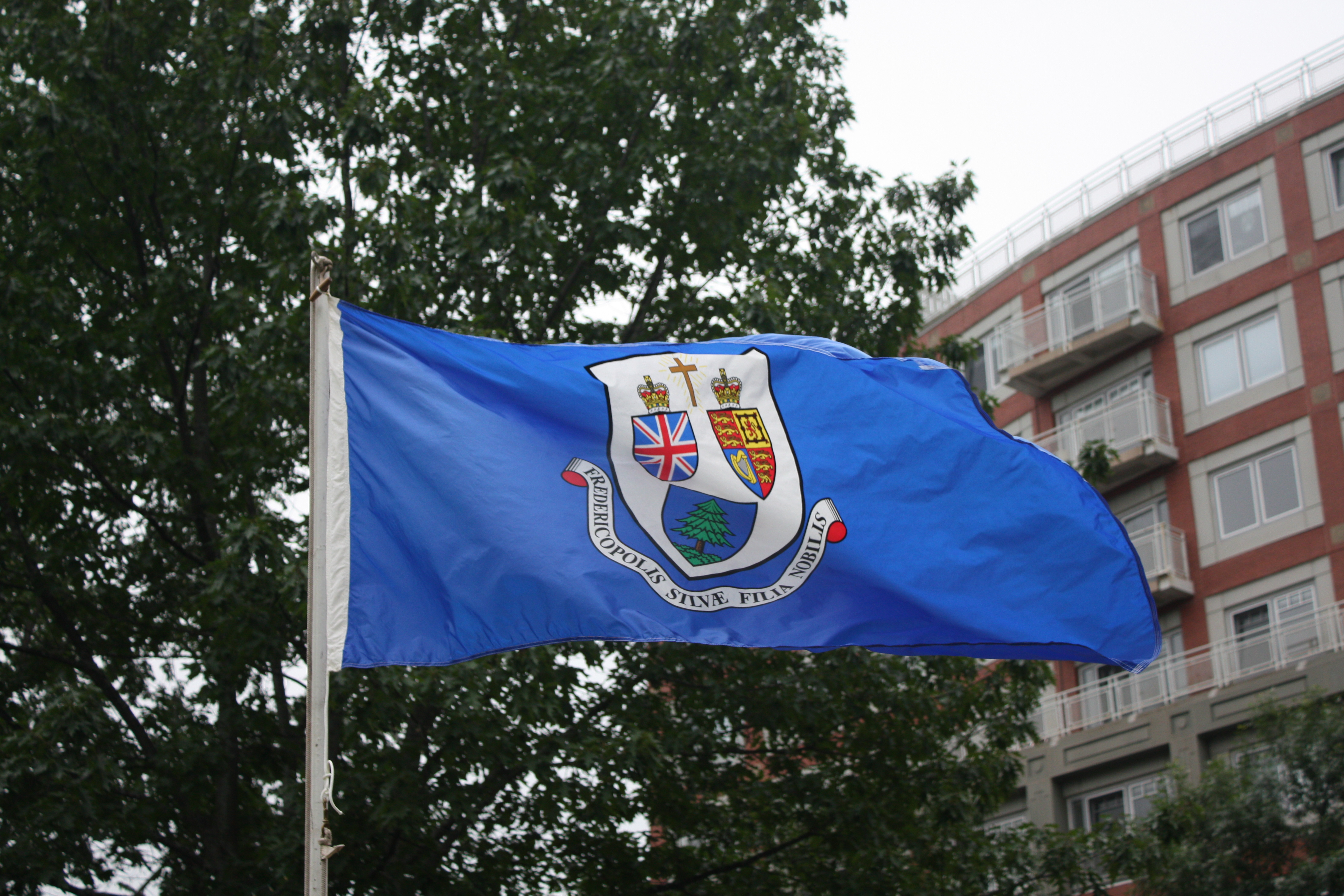
Fredericton
Moncton
Saint John

## Newfoundland en Labrador

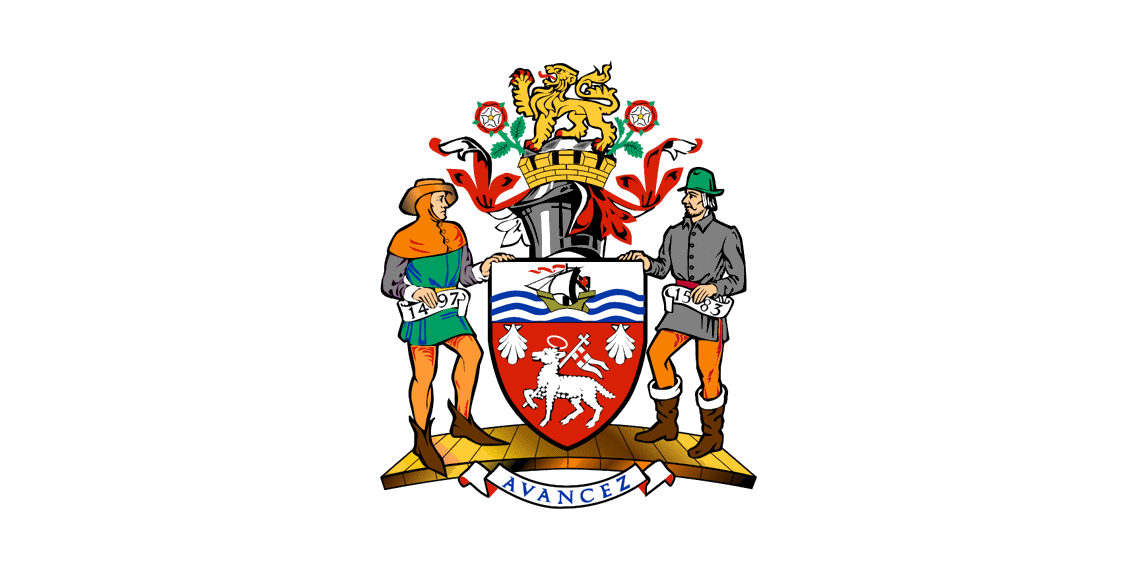
St. John’s

## Northwest Territories

Yellowknife

## Nova Scotia

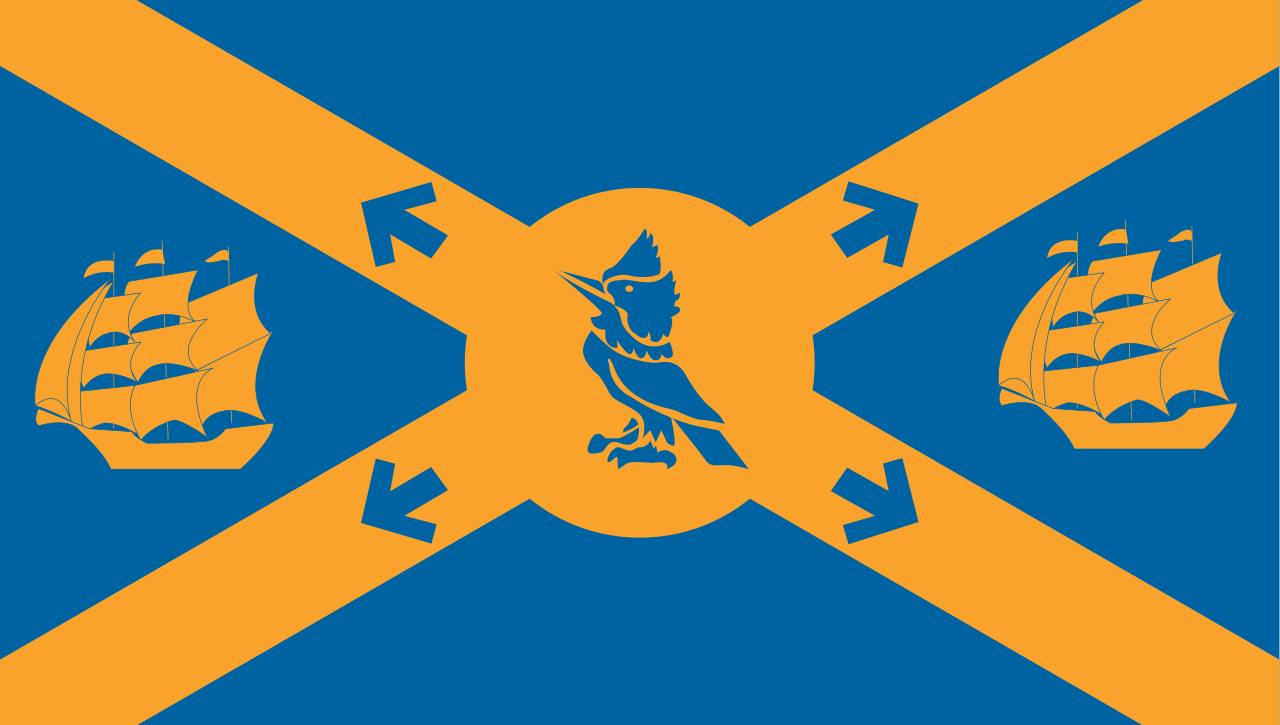
Halifax Vlag
Sydney

## Nunavut

Iqaluit

## Ontario

Ajax
Aurora
Barrie
Belleville
Brampton
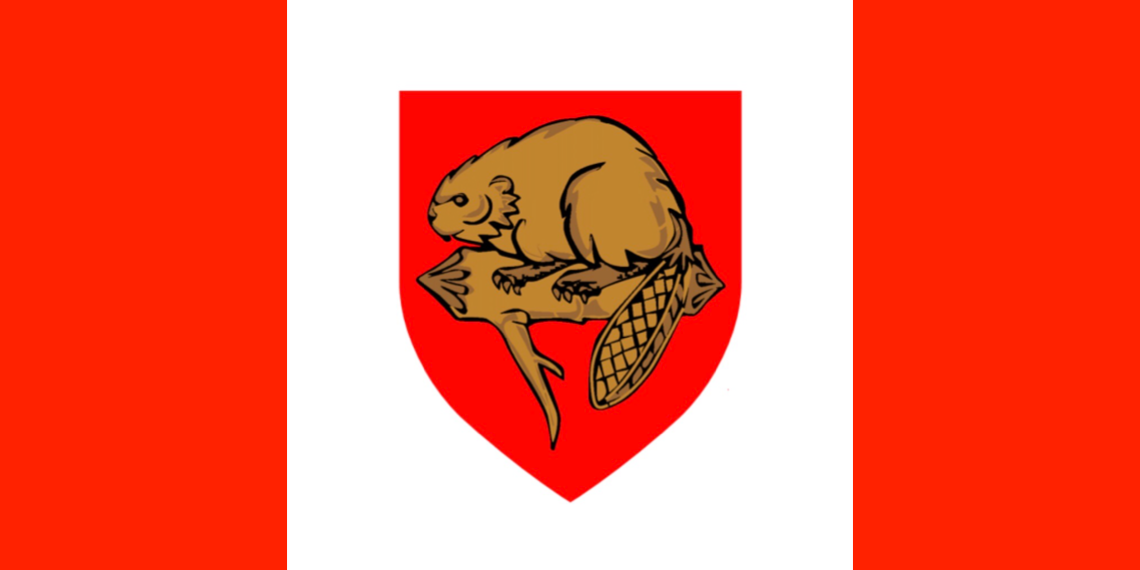
Brantford
Burlington
Caledon
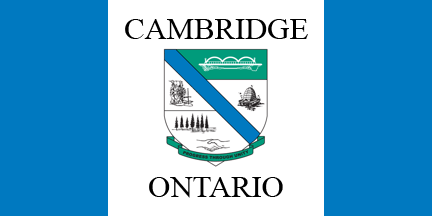
Cambridge
Chatham-Kent
Clarington
Greater Sudbury
Guelph
Halton Hills
Hamilton Vlag
Kawartha Lakes
Kingston
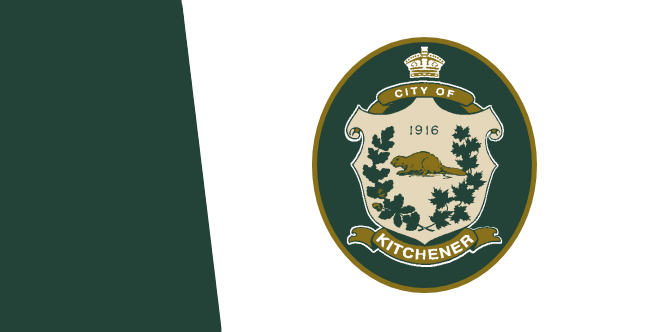
Kitchener
London
Markham
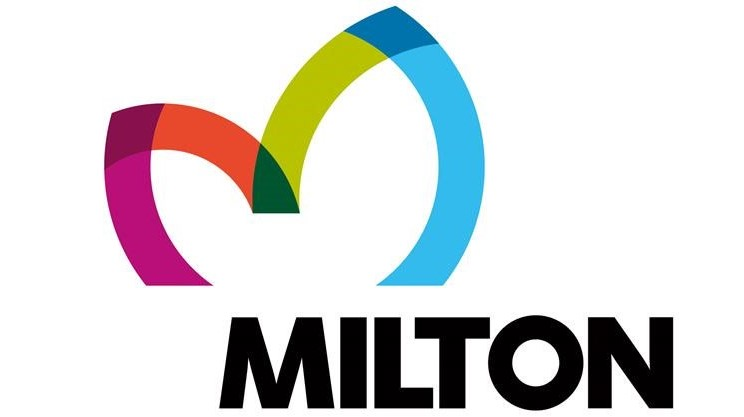
Milton
Mississauga
Newmarket
Niagara Falls
Norfolk
North Bay
Oakville
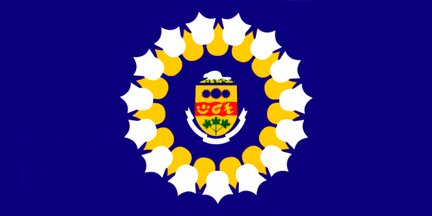
Oshawa
Ottawa Vlag
Peterborough
Pickering
Richmond Hill
Sarnia
Sault Ste. Marie
St. Catharines
Thunder Bay
Toronto Vlag
Vaughan
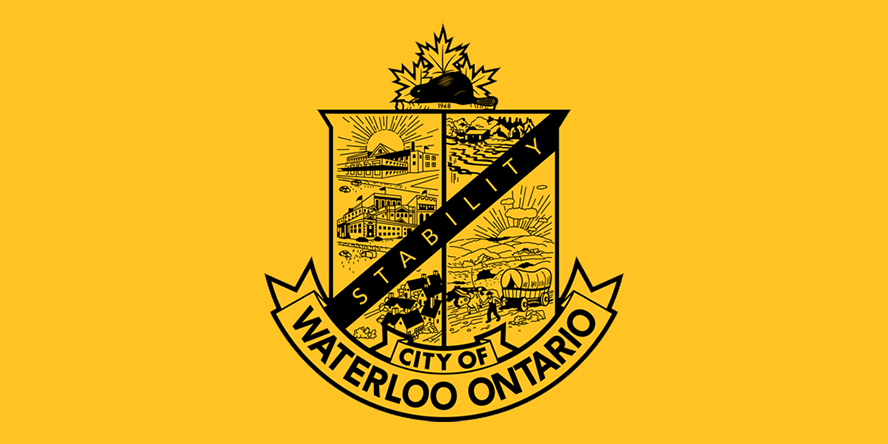
Waterloo
Welland
Whitby
Windsor Vlag

## Prince Edward Island

Charlottetown

## Québec

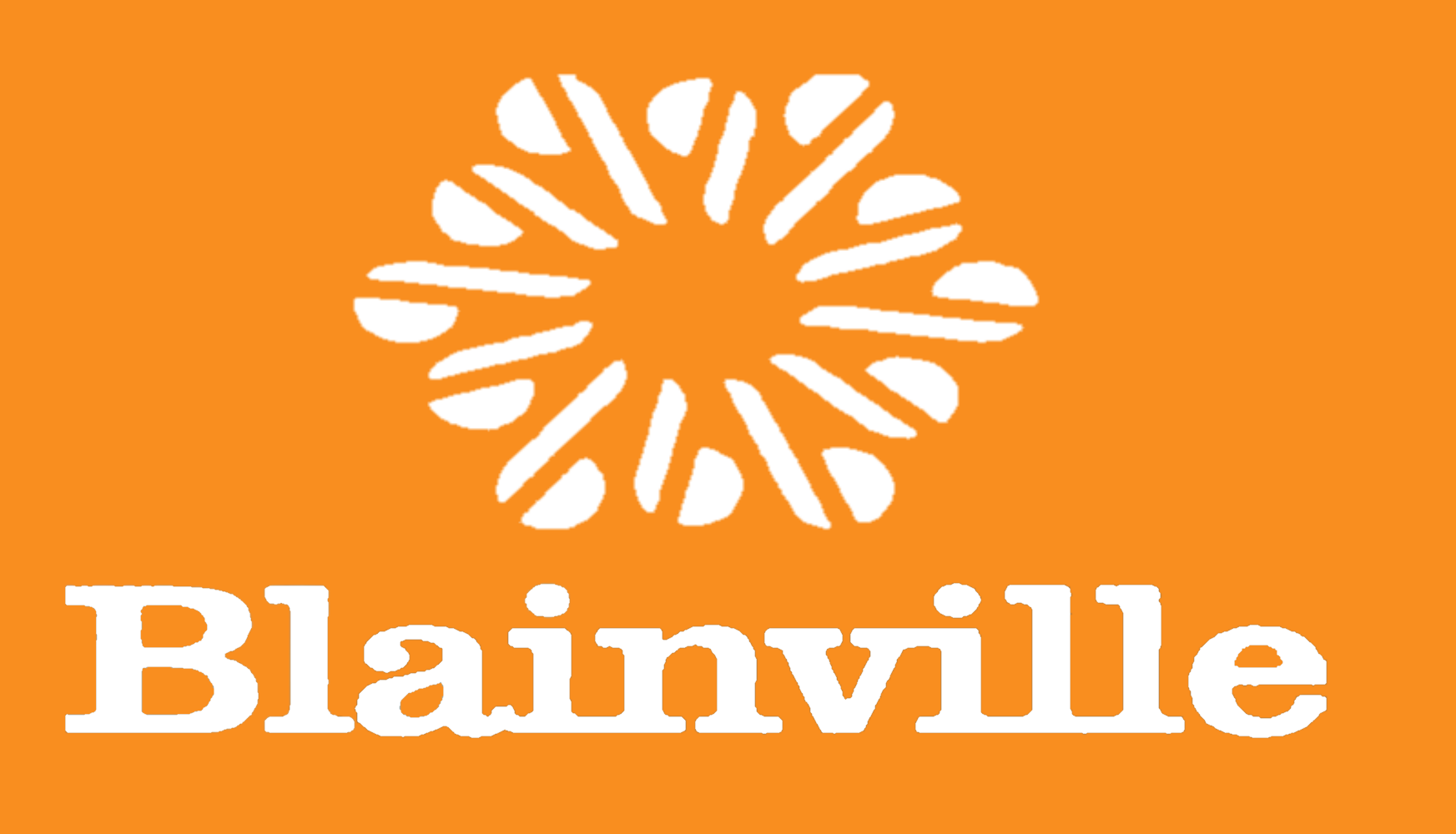
Blainville
Brossard
Drummondville
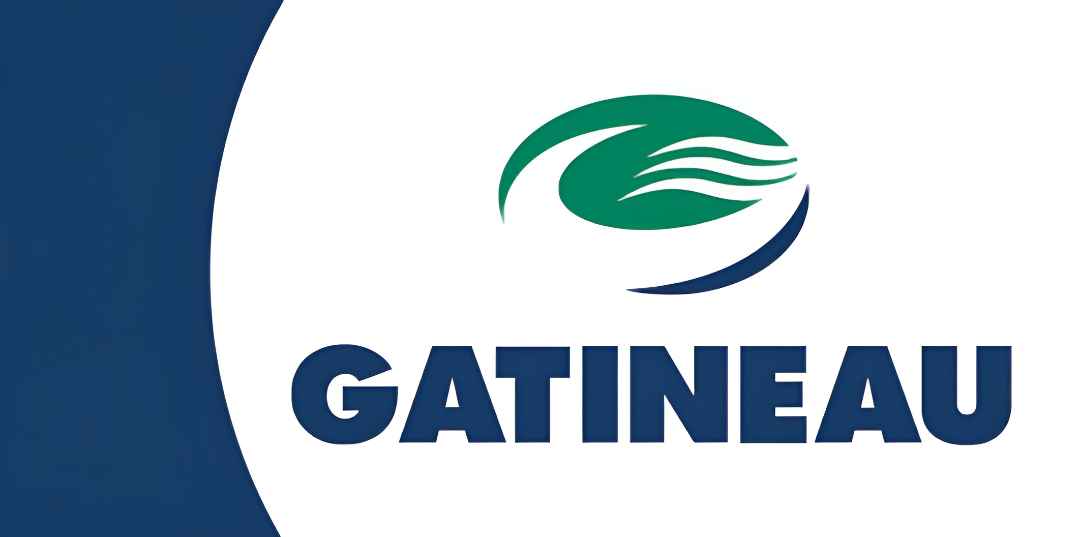
Gatineau
Granby
Laval
Lévis
Longueuil
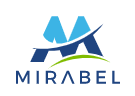
Mirabel
Montréal Vlag
Québec Vlag
Repentigny
Saguenay
Saint-Hyacinthe
Saint-Jean-sur-Richelieu
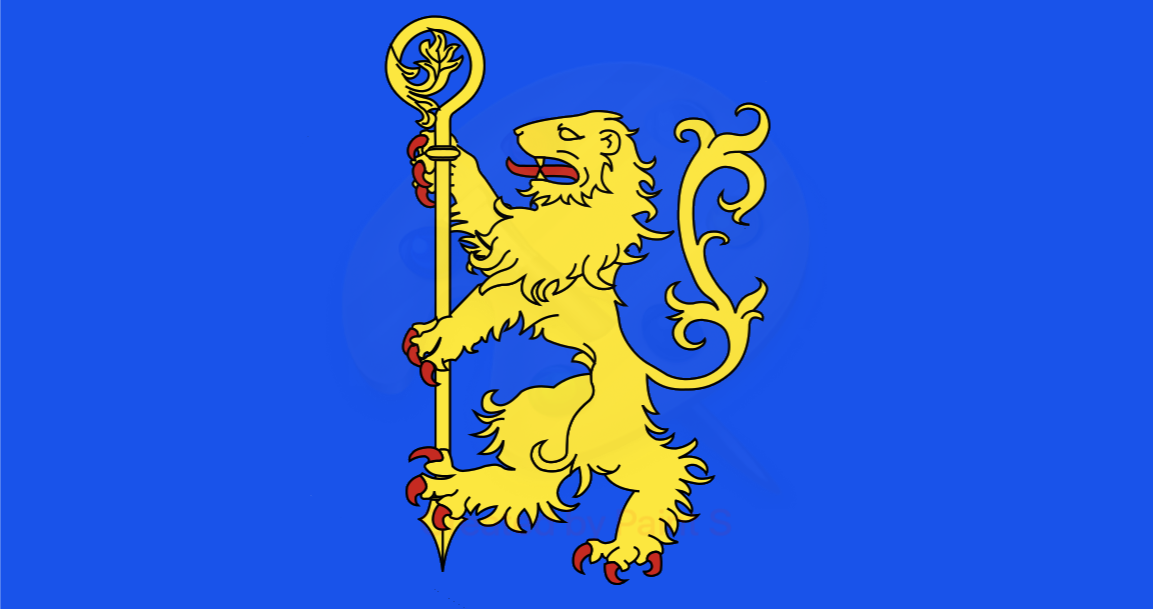
Saint-Jérôme
Sherbrooke
Terrebonne
Trois-Rivières

## Saskatchewan

Regina
Saskatoon

## Yukon

Whitehorse

Andorra · Armenië · België · Bosnië en Herzegovina · Brazilië · Bulgarije · Canada · Chili · Colombia · Costa Rica · Denemarken · Duitsland · El Salvador · Estland · Frankrijk · Georgië · IJsland · Indonesië · Italië · Kaapverdië · Kosovo · Kroatië · Letland · Liechtenstein · Litouwen · Luxemburg · Malta · Mexico · Montenegro · Nederland · Noord-Macedonië · Noorwegen · Oekraïne · Oostenrijk · Oost-Timor · Polen · Portugal · Roemenië · Rusland · San Marino · Servië · Slovenië · Slowakije · Spanje · Tsjechië · Venezuela · Verenigd Koninkrijk · Verenigde Staten · Wit-Rusland · Zimbabwe · Zwitserland
Historisch: België · Nederland
Zie ook: Vlaggenlijsten (per land) · Vlaggen van afhankelijke gebieden · Vlaggen van subnationale entiteiten (per land) · Lijst van vlaggen van hoofdsteden